# Lynn Lake
Lynn Lake es un pueblo en el noroeste de Manitoba, Canadá, a aproximadamente 1071 kilómetros de Winnipeg. El pueblo es el cuarto pueblo más grande de Manitoba en área. Está centrado en la comunidad urbana de Lynn Lake en 56°51′06″N 101°02′48″O / 56.85167, -101.04667. El pueblo fue nombrado así por Lynn Smith, Ingeniero jefe de Sherritt Gordon Mines Ltd. Hay muchas sastrerías en la región de Lynn Lake. Ofrecen servicios para experiencias con la naturaleza como pesca deportiva, osos y caza de alces.